# 白銀帝國
《白銀帝國》是一部2009年上映的華語電影，由姚樹華導演及編劇，內容改編自作家成一的小說《白銀谷》，講述了清末民初富可敵國的山西票號「天成元」康氏父子之間的傳承和三角戀情。

## 演员
| 演員   | 角色   |
| 郭富城 | 康三爷 |
| 郝 蕾  | 杜筠清 |
| 張鐵林 | 康老爷 |
| 丁志誠 | 邱掌櫃 |
| 雷鎮語 | 戴掌櫃 |
| 金士杰 | 劉掌櫃 |
| 恬 妞  | 玉鳳   |
| 黑 子  | 康二爷 |
| 呂 中  | 呂嫂   |
| 李依曉 | 四娘   |
| 郭 濤  | 山大王 |

## 制作过程
此描寫中國山西晉商的電影也是台灣影評人焦雄屏的首部監製作品，根據焦雄屏說法，她拍攝該影片的其中一個目的是扭轉近代中國對商人的偏頗感想。該電影亦是中國大陆、台湾兩地少見的高製作成本的商業電影，光是郭台銘所屬鴻海集團就對該片投資1000萬美金。另外，該電影的主要演員為香港電影演員郭富城及英籍中國電影演員張鐵林。
《白銀帝國》于2007年中殺青，並送到中國廣電總局完成初審。儘管郭台銘所投資的精緯電影公司在2007年12月26日宣佈解散，但《白銀帝國》仍按照計劃拍攝製作。
2009年2月12日，《白銀帝國》於柏林影展參加首映，同時使用電影海報為背景的電影官方網站亦開張。
根據網站資料，《白銀帝國》於2009年7月31日正式上映。

## 外部連結
- 电影官方网站 （页面存档备份，存于）
- Yahoo奇摩電影上《白銀帝國》的資料（繁體中文）
- MSN娛樂上《白銀帝國》的資料（繁體中文）

- 開眼電影網上《白銀帝國》的資料（繁體中文）
- 豆瓣电影上《白銀帝國》的資料 （简体中文）
- 时光网上《白銀帝國》的資料（简体中文）
- AllMovie上《白銀帝國》的资料（英文）
- 爛番茄上《白銀帝國》的資料（英文）
- 香港影庫上《白銀帝國》的資料（繁體中文）
- 互联网电影数据库（IMDb）上《白銀帝國》的资料（英文）